# Erica hirtiflora
Erica hirtiflora är en ljungväxtart som beskrevs av Curt. Erica hirtiflora ingår i släktet klockljungssläktet, och familjen ljungväxter. Utöver nominatformen finns också underarten E. h. minor.

## Bildgalleri

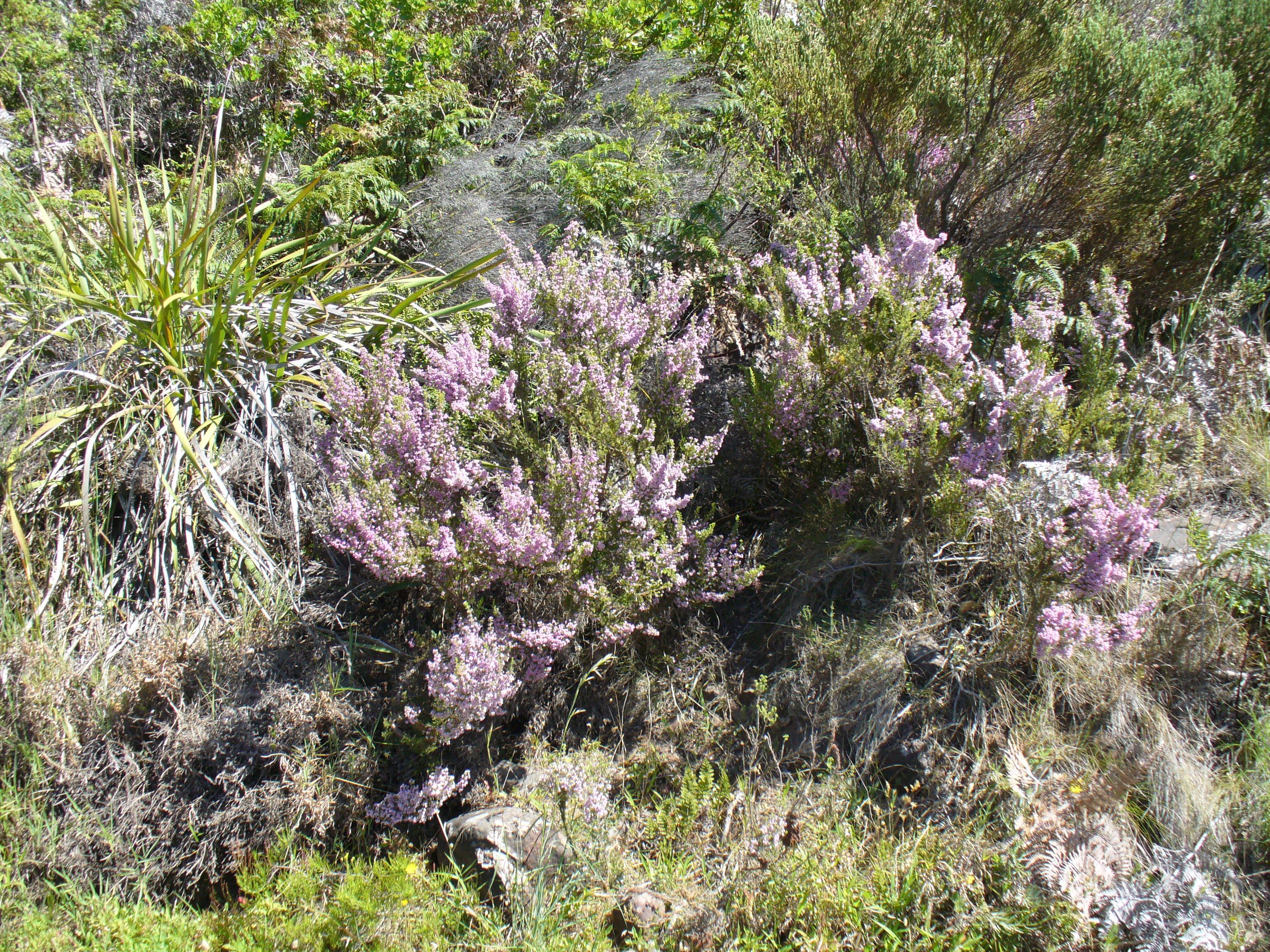
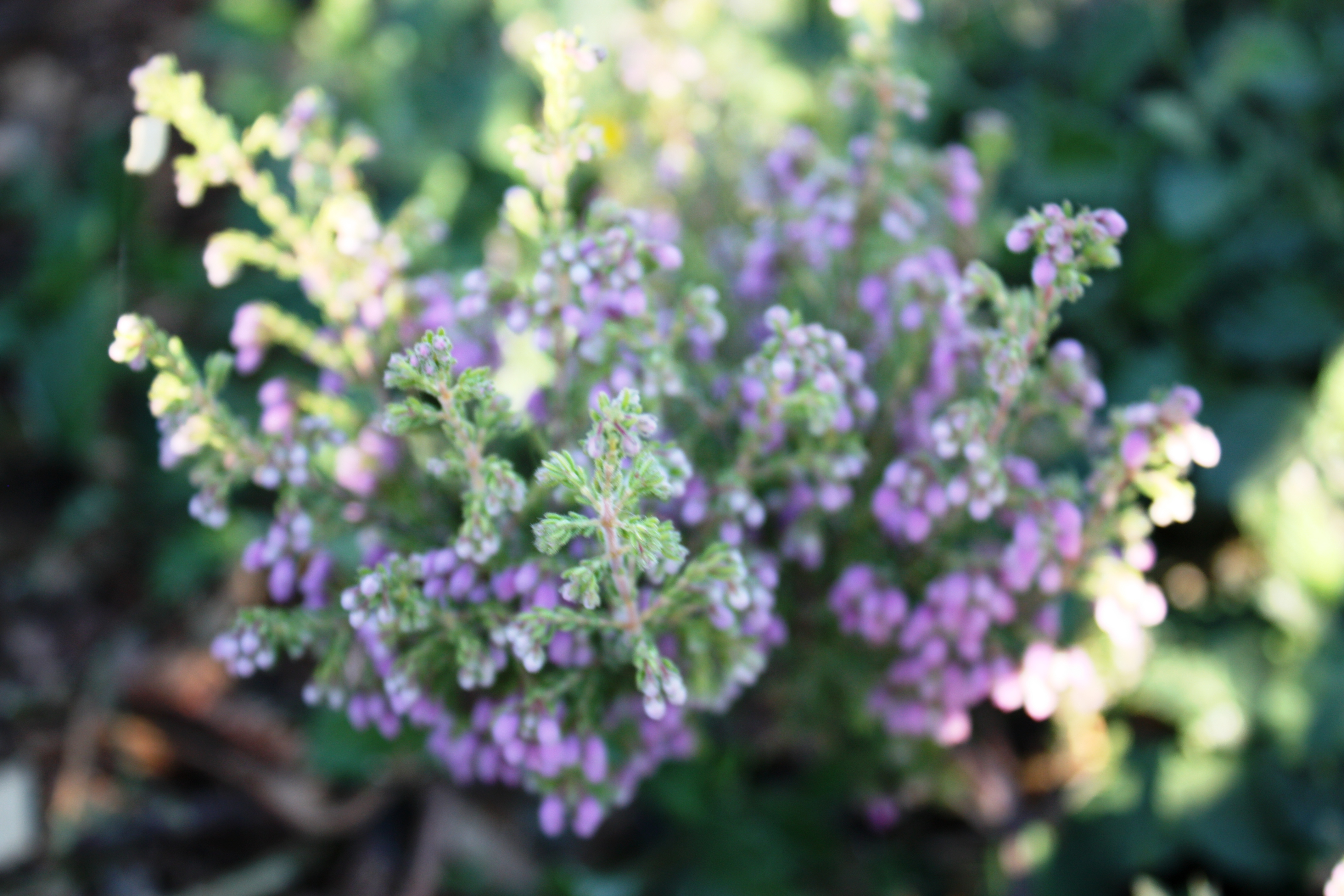